# Dolcetto d'Acqui
 (juillet 2018).
Si vous disposez d'ouvrages ou d'articles de référence ou si vous connaissez des sites web de qualité traitant du thème abordé ici, merci de compléter l'article en donnant les références utiles à sa vérifiabilité et en les liant à la section « Notes et références ».
Le Dolcetto d'Acqui est un vin rouge italien de la région du Piémont doté d'une appellation DOC depuis le 1er septembre 1972. 
Seuls ont droit à la DOC les vins rouges récoltés à l'intérieur de l'aire de production définie par le décret. 

## Aire de production
Les vignobles autorisés se situent en province d'Alexandrie, dans les communes d'Alice Bel Colle, Bistagno, Cartosio, Cassine, Castelletto d'Erro, Castelnuovo Bormida, Cavatore, Denice, Grognardo, Melazzo, Montechiaro d'Acqui, Morbello, Orsara Bormida, Ponti, Ponzone, Ricaldone, Rivalta Bormida, Sezzadio, Spigno Monferrato, Strevi, Terzo et Visone.
Les vignobles se situent sur des pentes des nombreuses collines autour de Acqui Terme. La superficie plantée en vignes est de 447 hectares.
Le vin rouge du Dolcetto d'Acqui répond à un cahier des charges moins exigeant que le Dolcetto d'Acqui superiore, essentiellement en relation avec le titre alcoolique et le vieillissement.

## Caractéristiques organoleptiques
- Couleur : rouge rubis avec tendance au rouge brique avec le vieillissement.
- Odeur : vineux, agréablement caractéristique
- Saveur : sèche, puissant, légèrement amer (amarognolo) ou au parfum d’amande.

Le Dolcetto d'Acqui se déguste à une température de 15 – 17 °C et il se gardera 3 – 4 ans.